# Тімоті Грабб
Тімоті Грабб  (англ. Timothy Grubb, 30 травня 1954) — британський вершник, олімпійський медаліст.

## Виступи на Олімпіадах
| Олімпіада         | Дисципліна       | Місце       |
| ----------------- | ---------------- | ----------- |
| Лос-Анджелес 1984 | конкур, особисті | 13          |
| Лос-Анджелес 1984 | конкур, командні | 2           |
| Барселона 1992    | конкур, особисті | участь r2/2 |
| Барселона 1992    | конкур, командні | 7           |

## Зовнішні посилання
- Досьє на sport.references.com [Архівовано 7 лютого 2013 у Wayback Machine.]

1. ↑  http://www.horseandhound.co.uk/news/397/297904.html